# 脇坂安照
脇坂 安照（わきさか やすてる）は、江戸時代中期の大名。播磨国龍野藩の第2代藩主。龍野藩脇坂家4代。官位は従五位下・淡路守。

## 生涯
明暦4年（1658年）3月20日、初代藩主・脇坂安政の五男として江戸で誕生する。寛文12年（1672年）6月28日、4代将軍・徳川家綱に拝謁する。延宝6年（1678年）9月13日に長兄・安村が病弱を理由に廃嫡されると世子となり、同年12月28日に従五位下・淡路守に叙任する。貞享元年（1684年）11月25日、父の隠居に伴い跡を継いだ。元禄10年（1697年）には伏見宮邦永親王を勅使饗応役として接待している。
元禄14年（1701年）、江戸城中で浅野長矩が吉良義央に斬りつける赤穂事件が発生すると、この事件の処理に際し、赤穂藩の隣接藩の藩主である安照は浅野家の居城である赤穂城受け取りの正使を務めている。またその後1年半、新しく永井直敬が赤穂藩主として入部してくるまで、赤穂城（赤穂藩領）の在番を務めている。
なお、この赤穂城の在番を務めている間の元禄14年6月25日に、赤穂城で在番の指揮をとっていた龍野藩家老の脇坂民部の日記の『赤穂城在番日記』に、「6月25日 昨夜（6月24日の夜）、左次兵衛が乱心にて、貞右衛門を切り殺した。このことを言上するため太郎左衛門を龍野へ遣わした」という記述があるように、赤穂城にて在番していた家臣の左次兵衛が乱心して同僚の貞右衛門を斬り殺すという事件が起こっている（脇坂赤穂事件）。同日記に「老中・阿部正武へ明後日（6月27日）早飛脚にて大坂を経由して江戸へ遣わす予定」と書かれている。
宝永6年（1709年）11月13日、幽水と号し、長男の安清に家督を譲って隠居した。この時、四男の安利に2000石を分与したため、龍野藩は5万3000石から5万1000石となった。享保7年（1722年）9月19日、同年2月に死去した安清の後を追うように龍野で死去した。享年65。

## 脇坂安照を演じた人物
- 忠臣蔵 花の巻・雪の巻（映画、1954年）大谷日出夫
- 忠臣蔵 櫻花の巻・菊花の巻（映画、1959年）市川右太衛門
- 忠臣蔵 花の巻・雪の巻（映画、1962年）小林桂樹
- 大忠臣蔵 （テレビドラマ、1971年） 中村錦之助
- 赤穂浪士（NHK大河ドラマ、1975年）　久米明
- 峠の群像（NHK大河ドラマ、1982年）里居正美
- 忠臣蔵_風の巻・雲の巻 （テレビドラマ、1991年） 北大路欣也
- 忠臣蔵  （テレビドラマ、1996年） 渡辺謙
- 元禄繚乱（NHK大河ドラマ、1999年）久富惟晴
- 忠臣蔵〜決断の時（テレビドラマ、2003年　テレビ東京「新春ワイド時代劇」）榎木孝明
- 忠臣蔵（連続ドラマ、2004年）村上弘明

## 系譜
- 父：脇坂安政（1633年 - 1694年）
- 母：月光院 - 今井総十郎娘
- 正室：岡部直好娘
  - 長男：脇坂安清（1685年 - 1722年）
- 側室：円光院 - 戸沢宗閑娘
- 側室：三沢半六娘
- 側室：横地左平太姉
- 生母不明の子女
  - 次男：安次郎
  - 三男：久留島通用（? - 1704年） - 久留島通政の養子
  - 四男：脇坂安利（? - 1739年）
  - 五男：本多重貞（1701年 - 1719年） - 本多重益の養子
  - 六男：脇坂照武
  - 七男：
  - 女子：
  - 女子：
  - 女子：
- 養子
  - 女子：京極高之正室 - 脇坂安村娘